# جسیکا وایت
جسیکا وایت (به انگلیسی: Jessica White) (زاده ۲۱ ژوئن ۱۹۸۴) مدل آمریکایی است.